# Xã Rice River, Quận Aitkin, Minnesota
Xã Rice River (tiếng Anh: Rice River Township) là một xã thuộc quận Aitkin, tiểu bang Minnesota, Hoa Kỳ. Năm 2010, dân số của xã này là 136 người.